# Ламеша Гирма
Ламеша Гирма (рођен 26. новембра 2000.)  је етиопски атлетичар и светски рекордер у трци на 3.000 метара са препрекама. Он је освајач сребрне медаље на Олимпијским играма у Токију 2020. Освојио је и сребрне медаље на светским првенствима у атлетици 2019, 2022. и 2023. године. Ламеша је такође освојио сребро на 3.000 метара на Светском првенству у дворани 2022. Гирма је некадашњи светски рекордер у дворани на 3.000 метара. на Митингу Дијамантске лиге у Паризу оборио је светски рекорд на 3.000 метара с препрекама, резултатом 7:52,11.

## Каријера

### Рана каријера
Са 18 година, Ламеша Гирма је освојио бронзану медаљу на 3000 м са препрекама на Афричком јуниорском првенству (2019). Исте године поставио је национални рекорд Етиопије током Светског атлетског првенства у Дохи са временом 8:01.36. Завршио је други иза олимпијског и светског шампиона Консеслуса Кипрута који је трчао 8:01,35; док је Суфијан Ел Бакали био трећи са 8:03,76.

### Светски рекорди у дворани и на отвореном
15. фебруара 2023. надмашио је 25-година стар светски дворански рекорд у трци на 3.000 м. На митингу у француском у Лијевену истрчао је 7:23,81, што је 1.09 секунди брже од претходног светског рекорда Данијела Комена из 1998. Овај резултат надмашили су Американци Грант Фишер (7:22.91) и Кол Хокер (7:23.14) на митингу у Њујорку 8. фебруара 2025.
Гирма је 9. јуна 2023. надмашио светски рекорд у трци на 3.000 м са препрекама на Митингу Дијамантске лиге у Паризу са временом 7:52:11, што је било 1,52 секунде брже од 19-година старог претходног светског рекорда од 7:53,63 којег је држао Саиф Саид Шахин. У рекордној трци, Гирма је убрзао око последњег круга, којег је претрчао за око 64 секунде. После трке је изјавио да је планирао да те вечери обори светски рекорд.

## Достигнућа

### Лични рекорди
- 1500 метара – 3:29,51 (Лозана, 2023)
- 1.500 метара у дворани – 3:35,60 (Вал де Реј, 2021)
- 2.000 метара – 4:57,87 (Бидгошч, 2020)
- 3.000 метара – 7:26,18 (Доха, 2023)
- 3.000 метара у дворани – 7:23,81 (Лијевен, 2023) Рекорд Африке
- 3000 метара са препрекама – 7:52,11 (Париз, 2023) СР

### Међународна такмичења
| Представљајући Етиопију | Представљајући Етиопију     | Представљајући Етиопију | Представљајући Етиопију | Представљајући Етиопију | Представљајући Етиопију |
| Година                  | Такмичење                   | Место                   | Пласман                 | Дисциплина              | Резултат                |
| ----------------------- | --------------------------- | ----------------------- | ----------------------- | ----------------------- | ----------------------- |
| 2019.                   | Првенство Африке за јуниоре | Абиџан, Обала Слоноваче | 3.                      | 3.000 м стипл           | 8:48,56                 |
| 2019.                   | Светско првенство           | Доха, Катар             | 2.                      | 3.000 м стипл           | 8:01,36                 |
| 2021.                   | Олимпијске игре             | Токио, Јапан            | 2.                      | 3.000 м стипл           | 8:10.38                 |
| 2022.                   | Светско првенство у дворани | Београд, Србија         | 2.                      | 3.000 м                 | 7:41,63                 |
| 2022.                   | Светско првенство           | Јуџин, САД              | 2.                      | 3.000 м стипл           | 8:26,01                 |
| 2023.                   | Светско првенство           | Будимпешта, Мађарска    | 2.                      | 3.000 м стипл           | 8:05,44                 |
| 2024.                   | Олимпијске игре             | Париз, Француска        | Финале                  | 3.000 м стипл           | Није завршио трку       |